# تيد غيويا
تيد غيويا (بالإنجليزية: Ted Gioia)‏ هو مؤلف وعازف بيانو أمريكي، ولد في 21 أكتوبر 1957 في بالو ألتو في الولايات المتحدة.

## وصلات خارجية
- الموقع الرسمي
- تيد غيويا على موقع ميوزك برينز (الإنجليزية)
- تيد غيويا على موقع ديسكوغز (الإنجليزية)